# 金大鈞
金大鈞（キム・デギュン, 1964年 - ）は韓国の英語講師。
ソウル特別市の出身で1984年、高麗大学校英語英文学科に新入生特別奨学生で入学して、1995年、「D.H Lawrenceの現代産業文明批判的な事象：Lawrenceの汎神論的な自然観と男女関係に対する考えを中心で」と言う論文で同大学院英語英文学科から修士学位を取得した。
1992からTIMEの講義をはしめて、その後、いろいろな大学にTOEIC、TOEFL、VocabularyとReadingを講義した。
1996から 韓国のYBM時事英語社鐘路本院（現 YBMe4u学院)の講師をはじまって、1997年から毎回TOEIC試験を受けて現在100回を越えた。また、日本と韓国のTOEICの満点の記録もある。
現在、YBM時事英語社YBMe4u学院の講師で、韓国教育放送公社のFMラジオのTOEICの講義も進行する。それから、金大鈞語学院の院長で在職をしている。

## 著書
- TOEIC TEST 成功をつかむ条件（中村克哉 翻訳, 2012, スリーエーネットワーク）
- TOEIC Test「正解」が見える (樋口 謙一郎 翻訳, 2003, 講談社インターナショナル)
- 実戦模試 TOEIC Test「正解」が見える (樋口 謙一郎 翻訳, 2004, 講談社インターナショナル)
- 新TOEICテスト一発で正解がわかる (2006, 旺文社)
- 必ず出る 新TOEIC Test 英単語・熟語 (樋口 謙一郎 翻訳, 2006, IBCパブリッシング)
- 新TOEICTEST キム・デギュンの究極厳選400問 (2006, 朝日出版社)
- 必ず出る 新TOEIC Test 英単語・熟語 (2006, IBCパブリッシング)
- 新TOEICテスト一発で正解がわかる 基礎編 (2006, 旺文社)
- TOEIC Test 正解が見える 新・実戦模試 (樋口 謙一郎 翻訳, 2008, 講談社インターナショナル)
- 新TOEICテスト一発で正解がわかる問題集 (2008, 旺文社)
- 新TOEICテスト 一発で正解がわかる英単語 (2008, 旺文社)